# Square Mozart
Le square Mozart est une voie du 16e arrondissement de Paris, en France.

## Situation et accès
Le square Mozart est une voie privée située dans le 16e arrondissement de Paris. Il débute au 28-28 bis, avenue Mozart et se termine en impasse.

## Origine du nom
Il porte le nom du compositeur Wolfgang Amadeus Mozart (1756-1791), en raison de sa proximité avec l'avenue éponyme.

## Historique
En 1857 est ouverte l'impasse de la Chaise, à l'emplacement de l'ancien sentier de la Chaise, qui conduisait de la rue de la Glacière (l'actuelle rue Davioud) à un lieu-dit du nom de La Chaise. En 1869, l'impasse de la Chaise est renommée impasse Mozart. Jusqu'en 1905, elle débouchait au no 38 avenue Mozart.
Elle devient un square par un décret préfectoral du 15 mars 1957.

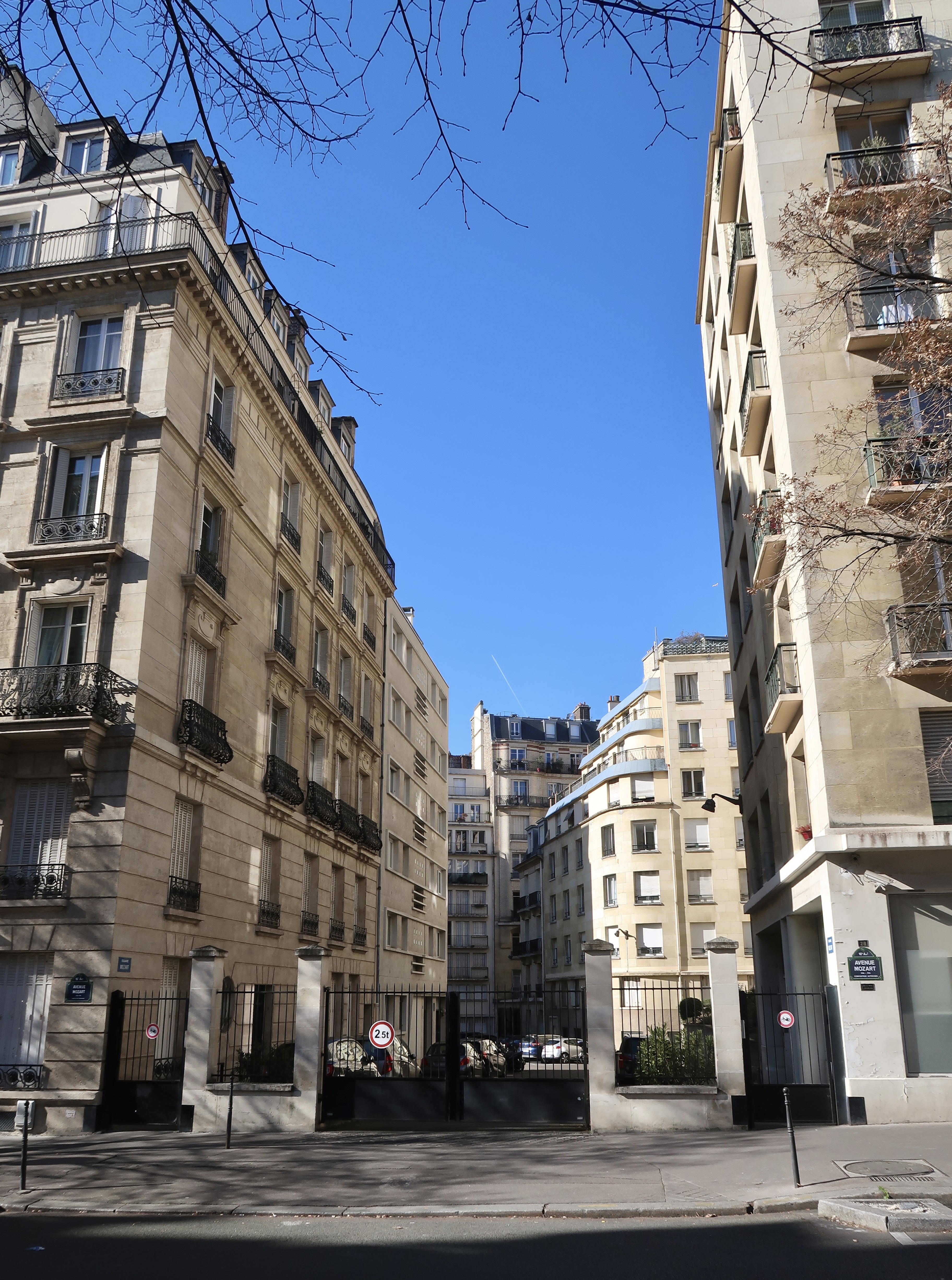
Vue de l'avenue Mozart.
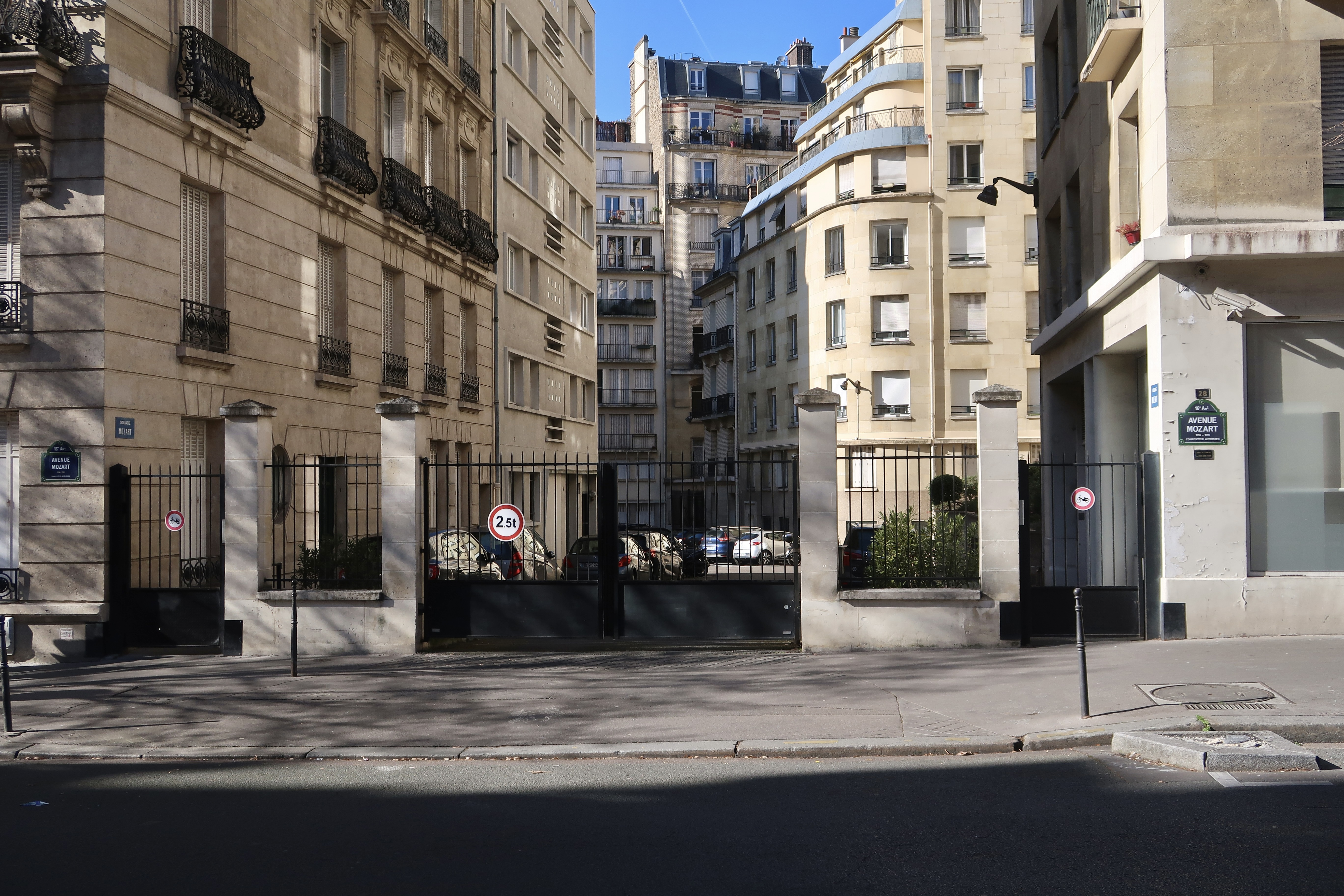
Grilles.
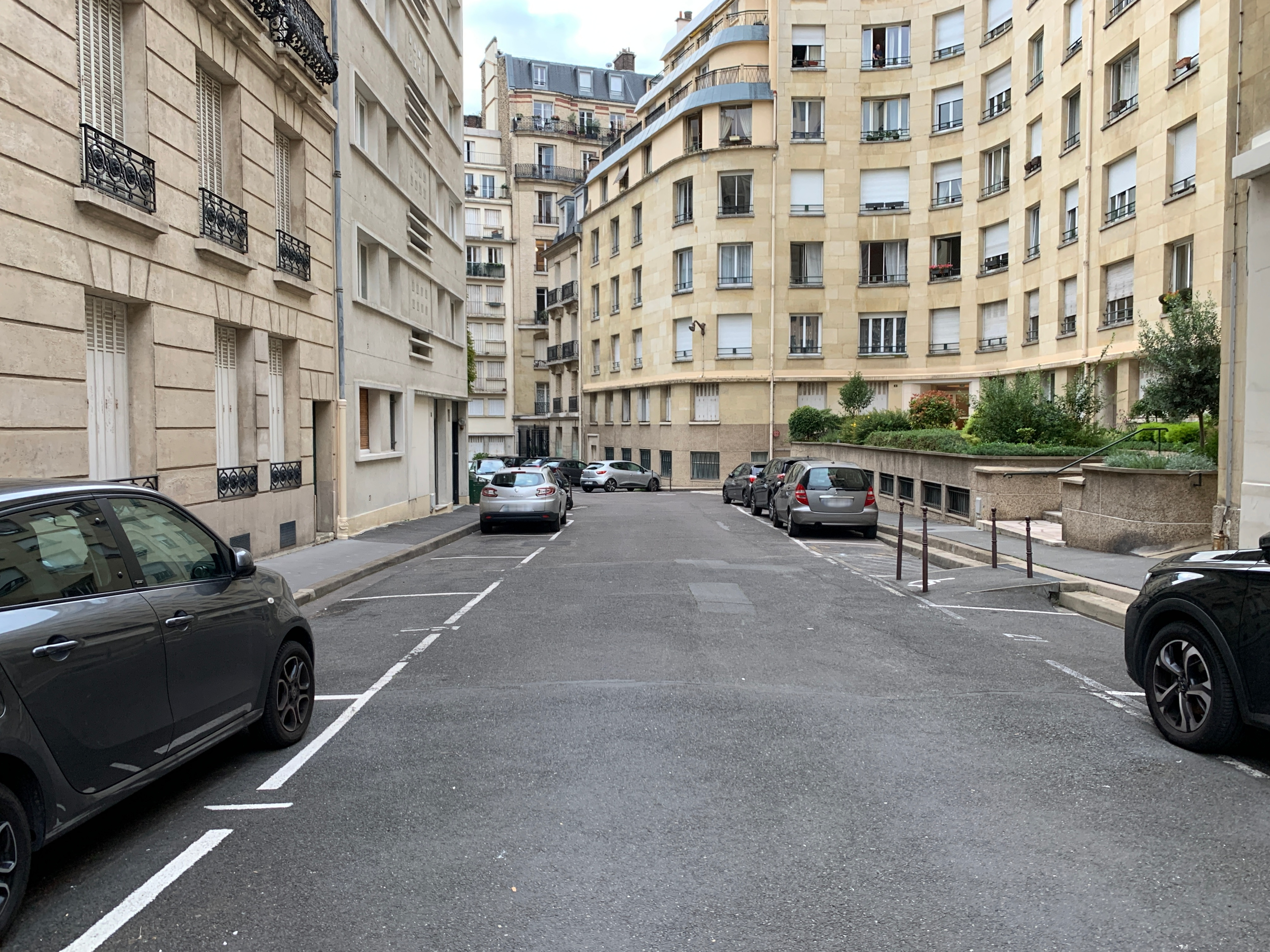
Derrière les grilles.